# 小行星8901
小行星8901（英語：8901）是一颗围绕太阳公转的小行星。1995年10月20日，小林隆男在大泉天文台发现了此天体。
这颗小行星的绝对星等为144.7728310074393等。